# Abu Saïd Uthman II
Pour les articles homonymes, voir Abû Saïd.
 (juin 2025).
Si vous disposez d'ouvrages ou d'articles de référence ou si vous connaissez des sites web de qualité traitant du thème abordé ici, merci de compléter l'article en donnant les références utiles à sa vérifiabilité et en les liant à la section « Notes et références ».
Abu Saïd Uthman II ou Abû Sa`îd `Uthmân ben Ya`qub (en arabe : أبو سعيد عثمان بن يعقوب ) est un fils tardif d'Abû Yûsuf Ya`qûb né en 1276. Il succéda à son petit-neveu Abu al-Rabi Sulayman comme sultan mérinide en 1310. Il mourut en 1331.

## Histoire
Pacifiste et pieux il préféra la construction de mosquées et de madrasas à la guerre. Mais son fils Abû `Ali 'Omar désigné comme successeur se révolta contre son père. Abû Sa`id dans un premier temps fut démis par ce fils (1315), mais il put reprendre le pouvoir et désigner comme héritier son autre fils Abû al-Hasan.

## Sources
- Charles-André Julien, Histoire de l'Afrique du Nord, des origines à 1830, édition originale 1931, réédition Payot, Paris, 1994[réf. incomplète]
- (ar) www.hukam.net, المرينيون/بنو مرين/بنو عبد الحق Les Mérinides / Banû Marîn / Banû `Abd al-Haqq